# Jay Hardway
Jobke Pieter Hendrik Heiblom, född 27 april 1991, bättre känd under sitt scennamn Jay Hardway (stiliserad som JΔY HΔRDWΔY), är en holländsk DJ, skivproducent och elektronisk musiker från Drunen, Nord-Brabant. Han är signerad till Spinnin 'Records. Han är mest känd för sitt samarbete "Wizard" i samband med sin holländska konstnär Martin Garrix. 2013-singeln blev ett internationellt hitdiagram i Belgien, Frankrike och Nederländerna.